# Niewierszyn
Niewierszyn ist ein Dorf im Powiat Piotrkowski der Woiwodschaft Łódź in Polen. Es hat etwa 260 Einwohner und gehört seit 1973 zur Landgemeinde Aleksandrów mit 4279 Einwohnern (Stand 31. Dezember 2020).

## Geographie
Der Ort liegt im Nordwesten der Gemeinde und grenzt im Westen für etwa 250 Meter an den Fluss Pilica. Die Kreisstadt Piotrków Trybunalski liegt etwa 25 Kilometer nordwestlich.

## Geschichte
Von 1919 bis 1954 war das Dorf Sitz der gleichnamigen Landgemeinde, die in diesem Jahr aufgelöst wurde. Ihr Gebiet gehörte zu den jeweils unterschiedlich zugeschnittenen Woiwodschaften Kielce (1919–1939), Łódź (1939), Łódź (1945–1950) und Kielce (1950–1954).
Als 1973 die Landgemeinden wieder eingeführt wurden, erhielt das kleinere, aber zentral gelegene Dorf Aleksandrów den Gemeindesitz der Landgemeinde Aleksandrów. Von 1975 bis 1998 gehörte diese Gemeinde zur Woiwodschaft Piotrków.